# 권협 (가수)
권협(1998년 2월 10일~)은 대한민국의 가수이다. 보이그룹 WAKER의 멤버로 활동 중이다.